# Вилинбахов, Иван Афанасьевич
Иван Афанасьевич Вилинбахов (октябрь 1794—1828) — русский военачальник, полковник, герой Бородинской битвы, командир Несвижского карабинерного полка.

## Биография
Представитель старинного дворянского рода Вилинбаховых. Владелец села Козлово Невельского уезда Витебской губернии.
Начинал службу прапорщиком Литовского лейб-гвардии полка .
Участник Отечественной войны 1812 года. Отличился в сражениях под Бородино и под Кульма (1813). Участвовал в заграничных походах русской армии 1813—1814 годов. Командовал Несвижским карабинерным полком.
25 декабря 1829 года цесаревич, великий князь Константин Павлович распорядился перенести прах полковника Вилинбахова — бывшего командира Несвижского карабинерского полка на родовой погост Плисса в Невельский уезд Витебской губернии. Перенос состоялся при участии генерал-адъютанта обер-шенка Григория Чернышёва. Инициатором переноса праха выступил брата покойного — отставной поручик из Невеля Петр Афанасьевич, уездный предводитель невельского дворянства.

## Награды
- Орден Святой Анны 3 степени (за Кульм)
- Орден Железного креста (Пруссия)
- золотая шпага с надписью «За храбрость» (за Бородино)[1]